# Lasiopetalum oppositifolium
Lasiopetalum oppositifolium är en malvaväxtart som beskrevs av Ferdinand von Mueller. Lasiopetalum oppositifolium ingår i släktet Lasiopetalum och familjen malvaväxter. Inga underarter finns listade i Catalogue of Life.